# Samuel Ferreira
Samuel Cássio Ferreira (Garça, 21 de maio de 1968) é um pastor brasileiro, bispo da Assembleia de Deus do Brás e presidente executivo da Convenção Nacional das Assembleias de Deus no Brasil.

## Biografia
Caçula dos bispos Manoel e Irene Ferreira, Samuel nasceu em Garça, no interior de São Paulo, onde seu pai pastoreava. Foi consagrado ao pastorado quando tinha 19 anos. Iniciou seus estudos teológicos no Instituto Bíblico das Assembleias de Deus, depois se transferiu para os Estados Unidos, onde se formou como bacharel, mestre e doutor em Teologia. Ainda formou-se em Letras e Inglês pela Universidade da Califórnia em Los Angeles e em Direito pela Universidade Paulista (UNIP).
Era casado desde 9 de fevereiro de 1991 com Keila Campos Costa Ferreira, também bispa que faleceu em 1 de fevereiro de 2025. Keila era formada em Direito e Teologia e presidia o Instituto de Desenvolvimento Educacional e Assistência Social (IDEAS), o Congresso Feminino de Oração e Ação do Estado de São Paulo (CORAFESP), a Confederação de Irmãs Beneficentes Evangélicas Nacional (CIBEN) e o Encontro Nacional de Esposas de Pastores (ENEP). Pais do pastor Manoel Ferreira Neto, presidente da AD em Campinas, e da evangelista Marinna Ferreira, líder da Frente Jovem do CORAFESP e integrante do Brás Adoração.
Em 1999, o bispo Manoel Ferreira lhe entregou a presidência da Assembleia de Deus Ministério de Madureira em Campinas, sendo empossado em 26 de março daquele ano. Em 12 de junho de 2006, foi empossado pela Convenção Nacional das Assembleias de Deus no Brasil (CONAMAD) como presidente da AD do Brás, em São Paulo, igreja fundada em 13 de julho de 1938. Em 2001, Samuel, junto com seu irmão Abner Ferreira, foram eleitos como vice-presidentes da CONAMAD. Desde 2013, exerce a 1ª vice-presidência, acumulada em 2016 com a presidência executiva, tendo ainda Manoel Ferreira como bispo primaz vitalício. Também é presidente da Convenção Estadual dos Ministros Evangélicos das Assembleias de Deus Ministério de Madureira - São Paulo (CONEMAD-SP), presidente da Junta Conciliadora do Estado de São Paulo e diretor executivo da Editora Betel.
Na 39ª Assembleia Geral Ordinária da CONAMAD, realizada de 22 a 25 de março de 2017, na AD Brás, Abner Ferreira, Samuel Ferreira, Oídes José do Carmo, Abigail de Almeida e Daniel Malafaia foram consagrados bispos da Assembleia de Deus Ministério de Madureira através do agora bispo primaz mundial Manoel Ferreira. Dias antes, Samuel havia assumido a Assembleia de Deus do Bom Retiro, quando Jabes Alencar foi jubilado.
Samuel Ferreira é membro da Academia Evangélica de Letras do Brasil (AELB), e escreveu Os Três Grandes Conselhos, Como Superar a Crise de Esperança no Mundo, Inveja, a Síndrome do Punhal e Atitudes Práticas Que Levam ao Sucesso.

## Controvérsias

### Corrupção em suas Igrejas
Samuel é investigado na Operação Lava Jato, suspeito de ter cedido uma conta bancária da igreja para Eduardo Cunha, de quem era aliado, para receber parte de uma propina de US$ 5 milhões de contratos na Petrobras. Mantendo laços estreitos com Michel Temer, em maio de 2016 foi o primeiro investigado da operação a receber um passaporte diplomático concedido pelo Ministério das Relações Exteriores. Antes disso, Samuel foi um dos religiosos escolhidos por Temer para celebrar um culto ecumênico no Palácio do Planalto, após sua posse na Presidência. Keila também foi autorizada a receber o passaporte diplomático por José Serra. Uma ação popular contra a concessão do passaporte foi negada por uma juíza da 11ª Vara Federal Cível de São Paulo.

### Corrupção na JBS
Em 2017, foi acusado de ter recebido US$ 1 milhão da JBS, atendendo a um pedido de Antonio Palocci.

### Apoio a Bolsonaro
Junto com o bispo Manoel Ferreira, Samuel apoiou Jair Bolsonaro à presidência.